# Solmundella
Genre
Solmundella est un genre de narcoméduses (hydrozoaires) de la famille des Aeginidae.

## Liste d'espèces
Selon World Register of Marine Species (29 mars 2016), Solmundella comprend l'espèce suivante :
- Solmundella bitentaculata Quoy & Gaimard, 1833